# Sainte-Colombe-près-Vernon
Sainte-Colombe-près-Vernon é uma comuna francesa na região administrativa da Normandia, no departamento de Eure. Estende-se por uma área de 2,7 km². Em 2010 a comuna tinha 321 habitantes (densidade: 118,9 hab./km²).